# Meeting de Paris

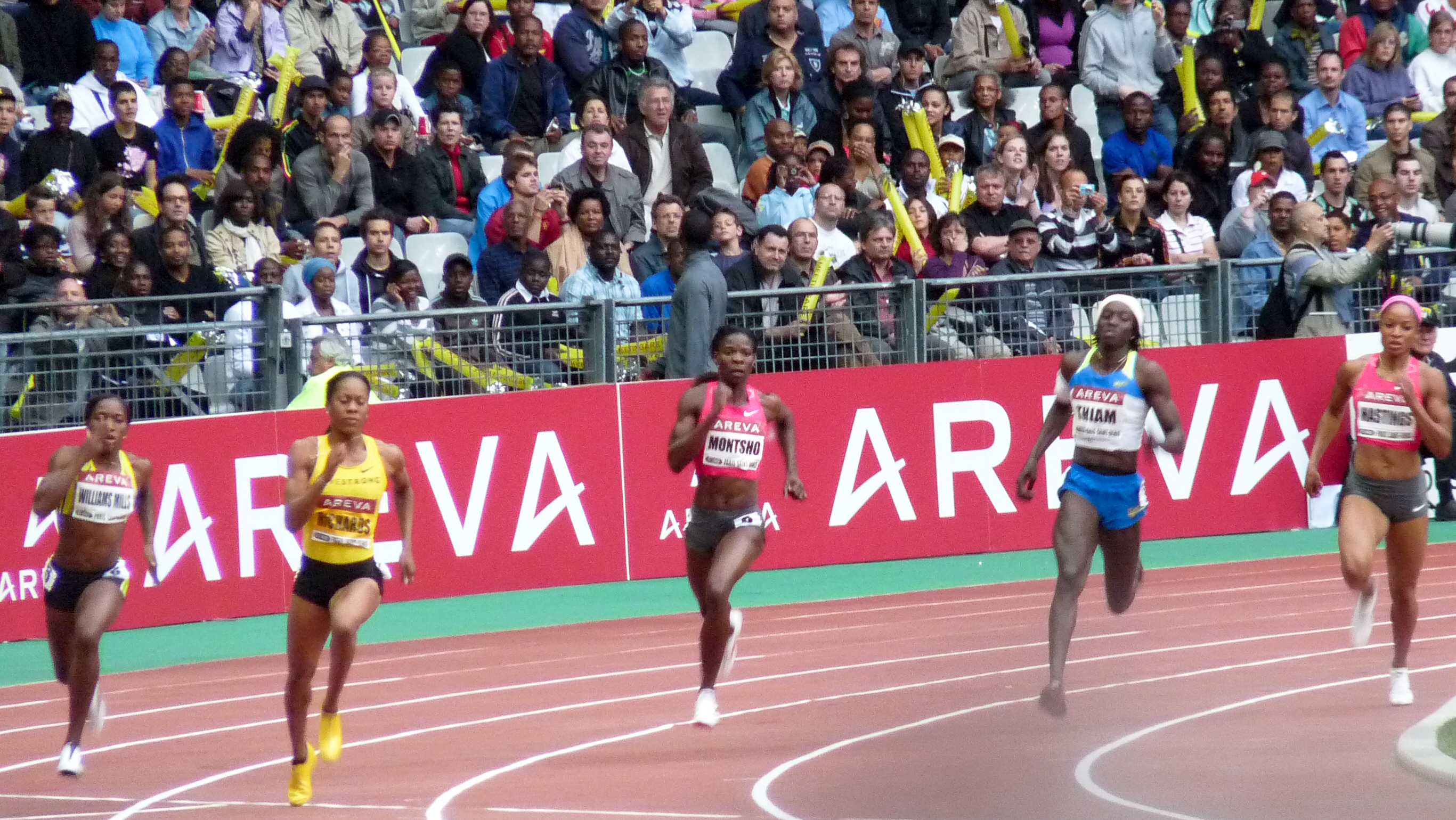
400-Meter-Lauf der Frauen beim Meeting Areva (2009)

Das Meeting de Paris ist eine seit 1984 jährlich ausgetragene Leichtathletikveranstaltung. Ab dem Jahr 2000 gehörte es zur Serie der IAAF Golden League, die seit 2010 durch die Diamond League ersetzt wurde.

## Geschichte
Die Veranstaltung wurde zum ersten Mal 1984 im Stade Auguste-Delaune von Saint-Denis als Meeting de Saint-Denis ausgetragen. Mit dem Umzug 1999 in das Stade de France und die Aufnahme in die IAAF Golden League nahm die Veranstaltung 2000 ihre heutige Form an. Damals erhielt die Veranstaltung den Sponsorennamen Meeting Gaz de France, nach dem französischen Erdgaskonzern Gaz de France. 2009 wurde der französische Energiekonzern Areva Hauptsponsor und der Name änderte sich in Meeting Areva. Seit 2016 heißt die Veranstaltung Meeting de Paris. 2017 wurde das Pariser Stade Charléty neuer Austragungsort der Veranstaltung. 2020 wurde die Veranstaltung wegen der COVID-19-Pandemie abgesagt.

## Wettkampfbestleistungen

### Männer
| Art              | Rekord            | Athlet             | Land               | Datum         |
| ---------------- | ----------------- | ------------------ | ------------------ | ------------- |
| 100 m            | 9,79 (−0,2 m/s)   | Usain Bolt         | Jamaika            | 17. Juli 2009 |
| 200 m            | 19,65 (+0,2 m/s)  | Noah Lyles         | Vereinigte Staaten | 24. Aug. 2018 |
| 400 m            | 43,86             | Jeremy Wariner     | Vereinigte Staaten | 18. Juli 2008 |
| 800 m            | 1:41,54 DLR       | David Rudisha      | Kenia              | 06. Juli 2012 |
| 1500 m           | 3:28,38           | Hicham El Guerrouj | Marokko            | 06. Juli 2001 |
| 3000 m           | 7:24,00           | Jakob Ingebrigtsen | Norwegen           | 09. Juni 2023 |
| 5000 m           | 12:40,18          | Kenenisa Bekele    | Äthiopien          | 01. Juli 2005 |
| 110 m Hürden     | 12,88 (+0,5 m/s)  | Dayron Robles      | Kuba               | 18. Juli 2008 |
| 400 m Hürden     | 46,98             | Abderrahman Samba  | Katar              | 30. Juni 2018 |
| 3000 m Hindernis | 7:52,11 WR        | Lamecha Girma      | Äthiopien          | 09. Juni 2023 |
| Hochsprung       | 2,40 m            | Javier Sotomayor   | Kuba               | 19. Juli 1991 |
| Stabhochsprung   | 6,01 m            | Armand Duplantis   | Schweden           | 28. Aug. 2021 |
| Weitsprung       | 8,66 m (+0,9 m/s) | Mike Powell        | Vereinigte Staaten | 29. Juni 1990 |
| Dreisprung       | 18,06 m           | Will Claye         | Vereinigte Staaten | 24. Aug. 2019 |
| Kugelstoßen      | 22,44 m           | Tomas Walsh        | Neuseeland         | 24. Aug. 2019 |
| Diskuswurf       | 70,21 m           | Virgilijus Alekna  | Litauen            | 23. Juli 2004 |
| Hammerwurf       | 83,00 m           | Balázs Kiss        | Ungarn             | 04. Juni 1998 |
| Speerwurf        | 91,40 m           | Jan Železný        | Tschechien         | 29. Juli 1998 |

### Frauen
| Art              | Rekord             | Athletin                | Land                    | Datum         |
| ---------------- | ------------------ | ----------------------- | ----------------------- | ------------- |
| 100 m            | 10,67 (+0,5 m/s)   | Shelly-Ann Fraser-Pryce | Jamaika                 | 18. Juni 2022 |
| 200 m            | 21,95              | Marie-José Pérec        | Frankreich              | 01. Juni 1995 |
| 400 m            | 49,12              | Marileidy Paulino       | Dominikanische Republik | 09. Juni 2023 |
| 800 m            | 1:54,25 DLR        | Caster Semenya          | Südafrika               | 30. Juni 2018 |
| 1500 m           | 3:49,04 WR         | Faith Kipyegon          | Kenia                   | 07. Juli 2024 |
| 3000 m           | 8:19,08            | Francine Niyonsaba      | Burundi                 | 28. Aug. 2021 |
| 5000 m           | 14:15,20 WR        | Faith Kipyegon          | Kenia                   | 09. Juni 2023 |
| 10.000 m         | 31:08,41           | Catherina McKiernan     | Irland                  | 17. Juni 1995 |
| 100 m Hürden     | 12,32 (+1,6 m/s)   | Ludmila Engquist        | Russland                | 04. Juni 1992 |
| 400 m Hürden     | 53,06              | Kim Batten              | Vereinigte Staaten      | 29. Juli 1998 |
| 3000 m Hindernis | 8:52,78            | Ruth Jebet              | Katar                   | 27. Aug. 2016 |
| Hochsprung       | 2,10 m WR          | Jaroslawa Mahutschich   | Ukraine                 | 07. Juli 2024 |
| Stabhochsprung   | 4,91 m             | Jelena Issinbajewa      | Russland                | 06. Juli 2007 |
| Weitsprung       | 7,15 m (+1,7 m/s)  | Heike Drechsler         | Deutschland             | 06. Juli 1992 |
| Dreisprung       | 15,12 m (−0,9 m/s) | Tatjana Lebedewa        | Russland                | 04. Juli 2003 |
| Kugelstoßen      | 20,78 m            | Nadseja Astaptschuk     | Belarus                 | 16. Juli 2010 |
| Kugelstoßen      | 20,78 m            | Valerie Adams           | Neuseeland              | 08. Juli 2011 |
| Diskuswurf       | 69,04 m            | Valarie Allman          | Vereinigte Staaten      | 09. Juni 2023 |
| Hammerwurf       | 72,43 m            | Yipsi Moreno            | Kuba                    | 23. Juli 2004 |
| Speerwurf        | 68,01 m            | Christina Obergföll     | Deutschland             | 08. Juli 2011 |